# 松平輝高
松平 輝高（まつだいら てるたか）は、江戸時代中期の上野高崎藩主。寺社奉行・大坂城代・京都所司代・老中を歴任。高崎藩大河内松平家4代。

## 生涯
高崎藩初代藩主・松平輝規の長男。京都所司代在任中、竹内敬持を逮捕した（明和事件、宝暦事件）。同年老中にのぼり、安永8年（1779年）、松平武元の死去に伴い老中首座となり、勝手掛も兼ねる。天明元年（1781年）、輝高が総指揮をとり、上州の特産物である絹織物や生糸に課税を試み、7月、これを発表したところ、西上州を中心とする農民が反対一揆・打ちこわしを起こし、居城高崎城を攻撃するという前代未聞の事態に発展した（絹一揆）。幕府は課税を撤回したが、輝高はこの後、気鬱の病になり、将軍家治に辞意を明言するも慰留され、結局老中在任のまま死去した。これ以降、老中首座が勝手掛を兼務するという慣例が崩れることになる。長男の輝行が早世したため、次男の輝和が家督を相続した。

## 官歴
- 元文元年（1736年）12月15日：御目見（将軍：吉宗）
- 延享2年（1745年）閏12月16日：従五位下佐渡守
- 延享4年（1747年）11月15日：因幡守
- 寛延2年（1749年）2月9日：家督、12月18日：奏者番
- 寛延4年（1751年）1月15日：兼寺社奉行、右京亮
- 宝暦2年（1752年）4月7日：大坂城代、従四位下右京大夫
- 宝暦6年（1756年）5月7日：京都所司代、侍従
- 宝暦8年（1758年）10月18日：老中
- 安永8年（1779年）7月28日：勝手掛老中、12月15日：加増10,000石
- 天明元年（1781年）9月25日：卒去

## 系譜
父母
- 松平輝規（父）

正室、継室
- 兼（正室） - 松平信祝の娘
- 幸（継室） - 松平信祝の娘

側室
- 林氏
- 大川氏

子女
- 松平輝行（長男） 生母は林氏
- 松平輝和（次男） 生母は林氏
- 松平輝延（三男） 生母は大川氏
- 永 - 柳沢保光正室、生母は林氏